# 3 Brygada Artylerii (I RP)
3 Brygada Artylerii – jednostka artylerii Armii Koronnej.
Brygada sformowana rozkazem  Komisji Wojskowej z dnia 20 lutego 1790 w wyniku reorganizacji artylerii Armii Koronnej.
W jej skład weszły trzy kompanie Brygady Kamienieckiej.
Dowództwo stacjonowało w Połonnem. Brygada podlegała dowódcy Dywizji Wołyńsko-Podolskiej.